# Hurdchila
Hurdchila is een geslacht van wantsen uit de familie van de Tingidae (netwantsen). Het geslacht werd voor het eerst wetenschappelijk beschreven door Carl John Drake in 1953.

## Soorten
Het genus bevat de volgende soorten:

- Hurdchila alia Guilbert & Guidoti, 2018
- Hurdchila lewisi (Scott, 1880)
- Hurdchila mira (Drake & Poor, 1936)
- Hurdchila togularis (Drake & Poor, 1936)